# Cotrades intricata
Cotrades intricata är en insektsart som beskrevs av Walker 1858. Cotrades intricata ingår i släktet Cotrades och familjen Ricaniidae. Inga underarter finns listade i Catalogue of Life.